# Zell, Zürich
Zell är en ort och kommun i distriktet Winterthur i kantonen Zürich, Schweiz. Kommunen har 6 717 invånare (2023).
Kommunen består av orterna Kollbrunn, Rikon, Rämismühle och Zell samt ett antal mindre byar.
| Ort        | Invånare 31 dec 2018 |
| ---------- | -------------------- |
| Kollbrunn  | 2 627                |
| Rikon      | 1 637                |
| Rämismühle | 568                  |
| Zell       | 888                  |